# Famille de Leusse
Pour les articles homonymes, voir Leusse.
La famille de Leusse, que l'on trouve également sous les formes Lusse, Leusson, Lusson, est une famille subsistante de la noblesse française, d'extraction chevaleresque, originaire du Dauphiné. Sa filiation est suivie depuis 1349. Elle dérogea au XVIe siècle puis fut rétablie en sa noblesse par le roi Henri IV.
Elle compte parmi ses membres des officiers, des hommes politiques, deux diplomates dont l'un des deux fut un des négociateurs français des accords d'Évian en 1962.

## Histoire
Au XIVe siècle, la famille Leusse (ou Leuczon ou Leutzon) vit dans le Dauphiné : les Leuczon de Pauta (car ayant des domaines à La Paute, dit Pauta à l’époque). D'où aussi la Tour Leuczon.
Au XVIe siècle, Bernardin de Leusse (père de Laurent) déroge et abandonne sa condition noble pour devenir notaire. Le roi Henri IV rétablira Laurent de Leusse dans sa noblesse.
Au XVIIIe siècle, Louis de Leusse introduit dans le Dauphiné la pomme de terre. Conseiller au parlement du Dauphiné, à Grenoble (comme son père), il est exécuté, place des Terreaux, en 1794, pour la révolte de Lyon (mais au moment des faits, il était détenu à Grenoble).
Au XIXe siècle, François de Syon (fils d'Antoine de Syon et Adélaide de Leusse), étant dernier de la famille de Syon (pas de descendance), demandera par testament a son filleul et héritier, Robert de Leusse, d'ajouter de Syon à son nom, et ce en souvenir de cette famille, d’où une nouvelle branche « de Leusse de Syon » (devise des Syon: "Unguibus et rostro" (Par les griffes et par le bec)) .
Le 30 novembre 1938 la famille de Leusse est admise à l'ANF.

## Personnalités
- Paul-Louis de Leusse (1835-1906), lieutenant-colonel, maire, député. Sa femme, Marie-Madeleine de Leusse, née Renouard de Bussierre (1837-1916), a une rose qui porte son nom « Comtesse de Leusse ».
- Jean de Leusse (1877-1963), maire, député, sénateur
- Pierre de Leusse (1905-1976), maire, ambassadeur de France[2]
- Bruno de Leusse (1916-2009), l'un des négociateurs français des accords d'Évian en 1962, ambassadeur de France en Algérie (1967-1968), directeur de cabinet du Premier ministre (1968-1969), ambassadeur de France en Égypte (1972-1976) puis en Union Soviétique (1976-1979), secrétaire général du ministère des Affaires étrangères (1979-1981), président de l'Union des français à l'étranger (1981-1997)
- François de Leusse, capitaine[3], maire[4]

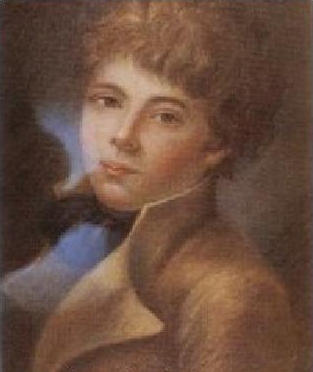
Louis de Leusse (1737-1794)
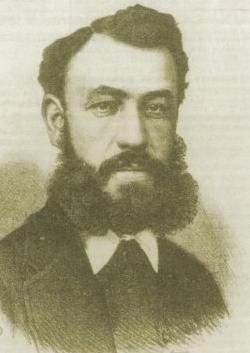
Paul-Louis de Leusse (1835-1906)

## Armes, titres
- De gueules, à 2 brochets adossés d'argent accompagnés de 3 croix de Malte d'or.[5]
- Devise : Onor in terra[5] Onor in terra, lo spirito in cielo ("Honneur sur Terre, Esprit dans le Ciel")
- Titres : marquis, comte (titres de courtoisie)

## Postérité
- Une rose porte le nom « Comtesse de Leusse » en hommage à Marie-Madeleine de Leusse, née Renouard de Bussière (1837-1916).
- Le collège de La Londe-les-Maures porte le nom « François de Leusse ».
- L'école élémentaire et maternelle de Reichshoffen portent le nom « Pierre de Leusse ».